# کارمن کنده
کارمن کُنده ابلّان (اسپانیایی: Carmen Conde Abellán‎; زاده ۱۵ اوت ۱۹۰۷ – درگذشته ۸ ژانویهٔ ۱۹۹۶) شاعر، داستان‌نویس، نمایشنامه‌نویس، نویسنده و آموزگار اهل اسپانیا بود. او بیش از ۱۰۰ کتاب نوشت و دانشگاه کارتاگنا (University of Cartagena)را بنیان گذاشت و در چندین زمینه پیشگام بود.

## زندگی
کُنده در سال ۱۹۰۷ در ساحل جنوب شرقی کارتاگنا در اسپانیا متولد شد، از زمان کودکی دور از چشم پدر و مادرش که از نیازهای ادبی او اطلاع نداشتند در زیر تخت خود کتاب می‌خواند و می‌نوشت. توانایی او در ادبیات از همان زمانی آشکار شد که اولین نوشته‌های خود را در ۱۵ سالگی در مطبوعات ملی منتشر کرد. او اولین کتاب خود را با نام «لا لکتورا» (اسپانیایی: La Lectura‎) در سال ۱۹۲۹ به چاپ رساند.
از کنده به دلیل شعرش در محافل ادبی تجلیل می‌شود. با این وجود خلاقیت جوشان او راه‌های دیگری نیز پیدا کرد. او که با نام مستعار «فلورنتینا دل مار» (اسپانیایی: Florentina del Mar‎) می‌نوشت، ۲۰ جلد ادبیات کودک تولید کرد و نوشتن نمایشنامه‌های کودکان را برای رادیو آغاز کرد. از جمله مشهورترین آثار وی می‌توان به «آرزوی گریس» (Ansia de la Gracia) و «زن بدون بهشت» (Mujer sin Edén) اشاره کرد، شعری تمثیلی که زندگی بشر را از زمان باغ عدن دنبال می‌کند.
در سال ۱۹۳۱ او اولین دانشگاه محبوب کارتاگنا را به همراه همسرش آنتونیو اولیور بلما (اسپانیایی: Antonio Oliver Belmás‎) تأسیس کرد.
کنده اولین زنی است که در سال ۱۹۷۸ به عضویت آکادمی سلطنتی اسپانیا (اسپانیایی: Real Academia Española‎) انتخاب شد؛ و پس از ۳۰۰ سال از تأسیس و پس از رد کردن نامزدی شش زن دیگر، در آن دانشگاه به او کرسی تدریس داده شد. او در آنجا در سال ۱۹۷۹ سخنرانی استقرایی خود را انجام داد.
کارمن کنده جوایزی همچون جایزه ملی شعر (۱۹۶۷)، جایزه آتنه دو سویا (۱۹۸۰)، جایزه ملی ادبیات کودکان و جوانان (۱۹۸۷) را دریافت کرد.